# Rede de descanso

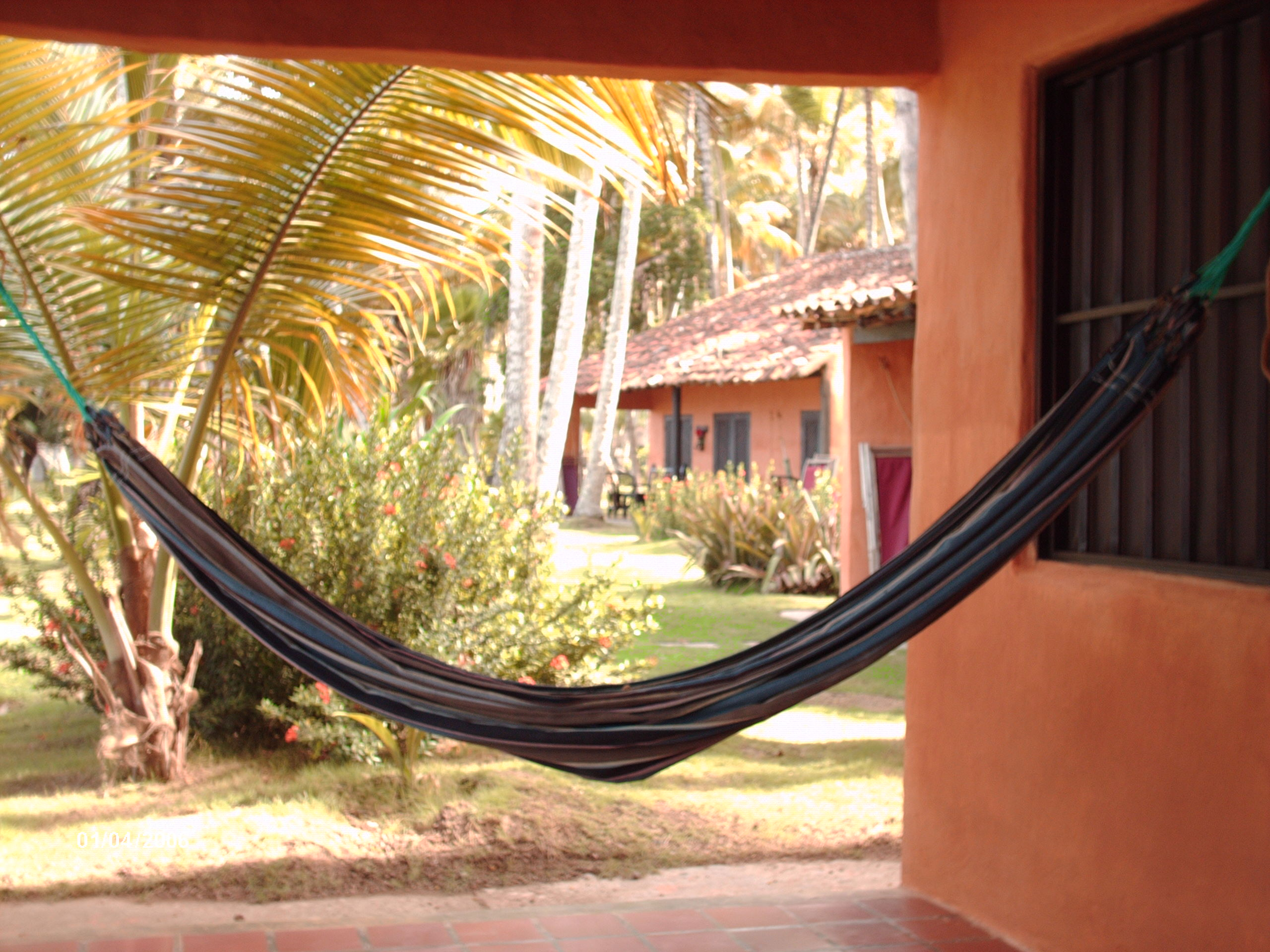
Uma rede em uma casa em um sítio.

A rede de descanso, rede de dormir, cama de rede ou maca é um utensílio doméstico, originalmente feita com cipó e lianas. Consiste numa espécie de tecido com alças.

## História

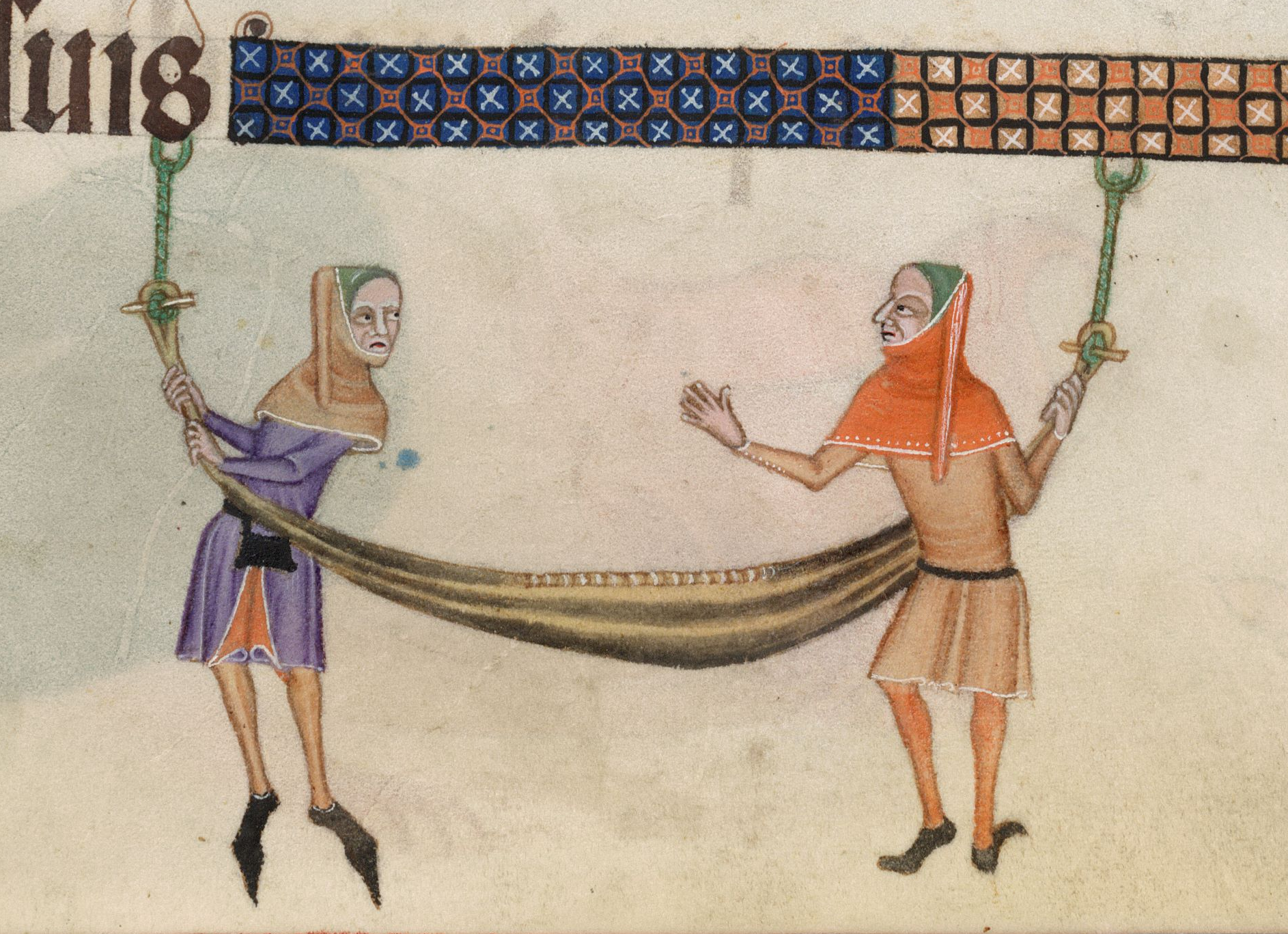
Rede de descanso no Saltério de Luttrell (c. 1330)

Uma rede de descanso é retratada no Saltério de Luttrell, datado por volta de 1330. A miniatura do manuscrito medieval da Inglaterra prova a existência de redes na Europa antes da descobrimento da América por Cristóvão Colombo.

## Brasil
Durante o Brasil Colônia, era muito utilizada para dormir, enterrar os mortos no meio rural e como meio de transporte, onde os escravos carregavam os colonos em passeios pela cidade e até em viagens. Com chegada dos portugueses, as mulheres dos colonos adaptaram a técnica indígena às suas varandas, passando a fazer as redes em algodão (tecido mais compacto), enfeitadas com franjas.
Hoje em dia, as redes são fabricadas de diversas formas e materiais, desde as mais tradicionais de fio, tecidas em "batelão" (tear) mecânico ou elétrico, até as feitas a partir de tecido ou de materiais sintéticos como nylon e outros materiais. 

### Região Nordeste
Na Região Nordeste do Brasil, a rede ainda é muito utilizada para dormir, em substituição à cama, sendo também tradicionalmente utilizada para descanso em casas de praia (casas de veraneio).
As cidades de Irauçuba (Capital Cearense da Rede), São Bento, na Paraíba, Jardim de Piranhas, no Rio Grande do Norte, e Fortaleza, no Ceará, são locais com tradição na fabricação de redes. No interior do Ceará, o município de Jaguaruana e, no interior de Pernambuco, o distrito de Caraibeiras, denominado por muitos de Vila Rica e localizado no município de Tacaratu, são locais muito conhecidos também pela confecção artesanal de mantas, tapetes, jogos de tapetes para banheiro, jogos americanos, xales para sofá etc.

#### Elementos constitutivos
A tradicional rede de descanso nordestina, também conhecida na região como “rede de dormir” ou simplesmente “rede”, é composta basicamente por três elementos constitutivos:
- Pano: elemento retangular de tecido onde a pessoa se deita, sendo o principal e mais vistoso componente da rede.
- Cordas: elementos que ligam o pano aos punhos, encarregados de concentrar os esforços produzidos pela carga sustentada pelo pano, convergindo-os para os punhos, e
- Punhos: elementos em formato de aros, localizados nas extremidades da rede, para onde as cordas concentram a carga a ser suportada.

Além dos elementos funcionais básicos, a rede tradicional nordestina frequentemente é dotada de elementos estéticos e decorativos, como franjas ou varandas, pendentes em cada lateral do Pano. Junto com as cores e padronagens estes elementos completam e harmonizam a peça.

## Etimologia
"Rede" é oriundo do termo latino rete. "Maca" é oriundo do termo taino hamaca.